# Baška, Košice-okolie
Baška este o comună slovacă, aflată în districtul Košice-okolie din regiunea Košice, pe malul râului Baška brook⁠(d). Localitatea se află la altitudinea de 366 m deasupra n.m., se întinde pe o suprafață de 4,5 km2 și în 2017 număra 623 de locuitori.

## Istoric
Localitatea Baška este atestată documentar din 1247.

## Demografie
| An:                | 1994 | 2004    | 2014    | 2024    |
| ------------------ | ---- | ------- | ------- | ------- |
| Număr de persoane: | 270  | 326     | 561     | 797     |
| Diferență:         |      | +20,74% | +72,08% | +42,06% |

| An:                | 2023 | 2024   |
| ------------------ | ---- | ------ |
| Număr de persoane: | 779  | 797    |
| Diferență:         |      | +2,31% |